# پیتر مولان
پیتر مولان (انگلیسی: Peter Mullan؛ زادهٔ ۲ نوامبر ۱۹۵۹) کارگردان، هنرپیشه و فیلم‌نامه‌نویس اهل بریتانیا است. وی از سال ۱۹۸۸ میلادی تاکنون مشغول فعالیت بوده‌است.
از فیلم‌ها و مجموعه‌های تلویزیونی‌ای که وی در آن نقش داشته‌است، می‌توان به رگ‌یابی، هری پاتر و یادگاران مرگ - قسمت اول، شجاع‌دل، اسب جنگی، فرزندان انسان، اراذل و اوباش، تیراناسور، ناپدید شدن، کواری، به پانچ خوش آمدید و آلیو کیتریج اشاره کرد.